# Wołodymyr Wasiutyk
Wołodymyr Bohdanowycz Wasiutyk, ukr. Володимир Богданович Васютик, ros. Владимир Богданович Васютык, Władimir Bogdanowicz Wasiutyk (ur. 24 marca 1970 w Użhorodzie) – ukraiński piłkarz, grający na pozycji bramkarza, trener piłkarski.

## Kariera piłkarska

### Kariera klubowa
Wychowanek Instytutu Kultury Fizycznej w Smoleńsku. Karierę piłkarską rozpoczął w klubie Zakarpattia Użhorod. W sezonie 1997/98 bronił barw klubu Zirka Kirowohrad. W rundzie jesiennej sezonu 1998/99 występował w zespole Papirnyk Malin, a potem powrócił do Zakarpattia, w którym zakończył karierę piłkarską w 2000.

## Kariera trenerska
Po zakończeniu kariery piłkarskiej pomagał trenować bramkarzy w drużynie Zakarpattia. Od kwietnia do maja 2008 pełnił funkcję głównego trenera Zakarpattia, a potem pomagał trenować Metałurh Zaporoże. Od 9 czerwca 2008 pomagał trenować bramkarzy w Karpatach Lwów. Od lipca 2012 do 2014 znów pomagał trenować klub z Użhoroda, który zmienił nazwę na Howerła Użhorod. 6 czerwca 2016 ponownie dołączył do sztabu szkoleniowego Karpat Lwów. 5 lutego 2020 przeniósł się do Szachtiora Karaganda.